# Mau Mau (Band)
Mau Mau war eine deutsche New-Wave-Band aus dem Umfeld der Deutsch Amerikanischen Freundschaft.

## Geschichte

### Vorgeschichte
Die Band wurde 1981 von dem DAF-Gitarristen Wolfgang Spelmanns und dem DAF-Bassisten Michael Kemner gegründet. Beide wohnten 1977/78 zusammen mit Kurt Dahlke und dem Schlagzeuger Robert Görl in einer Wohngemeinschaft im Gasthof „Grün In“ in Gevelsberg-Silschede und betrieben dort eine Jazzrock-Formation namens YOU. Der Besuch eines Wire-Konzertes im Düsseldorfer Ratinger Hof (9. November 1978) wurde für die Band zum einschneidenden Erlebnis, ihren Stil in Richtung New Wave umzuorientieren. Der Düsseldorfer Gabi Delgado von der Band Mittagspause stieg als Sänger ein, die Formation änderte den Namen in Deutsch Amerikanische Freundschaft und spielte ihr Debütkonzert am 7. Februar 1979 im Ratinger Hof.
Im Herbst 1979 verließ Bassist Michael Kemner die Band und wurde Gründungsmitglied der Düsseldorfer Band Fehlfarben. Gitarrist Wolfgang Spelmanns folgte im Dezember 1980, nachdem ihn Delgado und Görl während der Produktion des Albums Alles ist gut, das schließlich den kommerziellen Durchbruch für DAF brachte, aus der Band drängten. Zunächst war beabsichtigt, dass Spelmanns bei DAF nur pausiert, im Februar 1981 wurde jedoch gemeldet, dass die Trennung endgültig sei und Spelmanns etwas Neues machen wolle.

### Plaza Hotel (1981/83)
Im März 1981 wurde gemeldet, dass Spelmanns mit einer Sängerin im Düsseldorfer Studio von Werner Lambertz eine Single aufnahm. Die Single (Bewegliche Ziele/Schön sein in Uniform), auf der Can-Schlagzeuger Jaki Liebezeit und die Sängerin Tabu (Claudia Sennlaub, Spelmanns spätere Ehefrau) auftraten, erschien erst über zwei Jahre später im November 1983 unter dem Namen Plaza Hotel.

### Mau Mau (1981–83)
Michael Kemner verließ die Fehlfarben im Streit nach den Aufnahmen zum zweiten Album 33 Tage in Ketten, die im Juni/Juli 1981 in Köln stattfanden. Er schloss sich direkt Wolfgang Spelmanns an, und im Oktober 1981 wurde die Gründung der gemeinsamen Gruppe Mau Mau gemeldet. Man arbeite im Moment „von Session zu Session“ an einem Studioalbum, an dem Jaki Liebezeit und zwei Sängerinnen als Gastmusiker mitwirkten. Zwei feste Bandmitglieder wurden mit Gottfried Heimermann (Gesang, Synthesizer), der zuvor in Aachen in einer Band namens Cortison mitgewirkt hatte, und dem „Euskirchner Free-Jazz-Drummer“ Lorenz Altendorf hinzugefügt. Spelmanns, Kemner und Heimermann teilten sich den Gesang, außerdem wirkten als Gastsänger Claudia Sennlaub, Mascha Ohlow und der ehemalige DAF-Manager Bob Giddens auf dem Album mit.
Im Rahmen der boomenden Neuen Deutschen Welle konnte die Band einen Vertrag mit dem Majorlabel Polydor abschließen. Das Album Kraft, das in Robert Hartmanns Studio in Köln aufgenommen worden war, erschien schließlich im Februar 1982. Die Musikpresse reagierte verhalten auf das Album, teilweise wurde es verrissen.
In der ersten Jahreshälfte 1982 fanden auch mehrere Liveauftritte der Band statt, bei denen Mau Mau ohne Gastmusiker zu viert spielten und sich von Song zu Song am Gesang und auch an den Instrumenten abwechselten.
Im Mai 1982 folgte die kommerzielle Single Herzschlag, die Radioairplay erhielt und später auf diversen NDW-Compilations erschien. Im Gegensatz zur LP, die einen DAF-verwandten New Wave bot, klang die Single durch die Verwendung von Kinderlied- und Schlagerelementen eher nach Neuer Deutscher Welle.
Am 1. Juni 1982 traten Mau Mau in der Berliner Music Hall als Begleitband des Performance-Künstlers Wolfgang Luthe auf. Wolfgang Spelmanns produzierte mit Luthe auch ein Dada-Video Die vierte Dimension zu dessen Maxisingle Jupheidi im Morgengrauen.
Im Januar 1983 wurde gemeldet, dass Mau Mau ein zweites Studioalbum fertiggestellt hätten, die Band sich aber angeblich auf das Duo Spelmanns/Kemner reduziert hatte. Dieses zweite Album Auf Wiedersehen blieb unveröffentlicht, erschien aber im September 2013 als Bonus auf der japanischen limitierten Neuauflage des Kraft-Albums.
Im Februar 1984 wurde gemeldet, dass Spelmanns und Kemner in Berlin eine Single mit dem „wahren Heino“ Norbert Hähnel produzierten. Die Single erschien 1985 und wies als Produzenten die „Gebrüder Edelweiss“ aus.
Danach gründete Kemner die Band 20 Colors, während Spelmanns sich der Videokunst zuwandte.

## Diskografie
- 1982: Kraft (Album)
- 1982: Auf der Jagd (Single)
- 1982: Herzschlag (Single)
- 1983: Auf Wiedersehen (unveröffentlichtes Album)
- 1983: Bewegliche Ziele (Single, als Plaza Hotel)
- 2013: Kraft (Album, CD-Neuauflage, enthält Auf Wiedersehen)